# Campo di concentramento di Jungfernhof
Il campo di concentramento di Jungfernhof (in lettone: Jumpravmuižas koncentrācijas nometne) fu un campo di concentramento improvvisato presso il Maniero Mazjumprava in Lettonia, vicino alla stazione ferroviaria di Šķirotava, a circa tre o quattro chilometri da Riga. Il campo fu operativo dal dicembre 1941 al marzo 1942 e fu usato come da alloggio per gli ebrei tedeschi e austriaci originariamente destinati a Minsk.

## Abitazioni improvvisate
La nuova destinazione, il Ghetto di Riga, non poté accogliere il popolo ebraico deportato dalla Germania perché sovraffollata. Il primo treno con 1053 ebrei di Berlino arrivò alla stazione ferroviaria di Šķirotava il 30 novembre 1941. Tutte le persone a bordo furono uccise quello stesso giorno nella foresta di Rumbula vicino a Riga. In base all'ordine di Franz Walter Stahlecker comandante dell'Einsatzgruppen A, i successivi quattro trasporti furono portati a Jungfernhof, una tenuta agricola abbandonata sul fiume Daugava. In origine Jungfernhof fu costituito come impresa commerciale delle SS, ed essendo sotto la loro giurisdizione, poté essere impiegato senza consultare il Gebietskommissariat in Lettonia. 
Quindi, secondo il nuovo piano, Jungfernhof sarebbe servito come alloggio improvvisato, da mettere a disposizione della manodopera sfruttata per la costruzione del campo di concentramento di Salaspils.
Solo il sesto trasporto, arrivato il 10 dicembre 1941 con a bordo gli ebrei di Colonia, arrivò al ghetto "liberato" di Riga, in seguito all'omicidio dei numerosi ebrei lettoni.

## Operazioni
Nell'ex tenuta di 200 ettari esistevano già un magazzino, tre grandi fienili, cinque piccole baracche e varie stalle. Gli edifici parzialmente crollati e non riscaldabili furono inadatti ad ospitare il flusso di diverse migliaia di persone. Non vi furono nè torri di guardia, nè perimetro di chiusura, ma piuttosto una pattuglia mobile di 10-15 poliziotti ausiliari lettoni (Hilfspolizei) sotto il comandante tedesco Rudolf Seck (1908–1974).
Nel dicembre 1941, un totale di 3984 persone furono portate allo Jungfernhof con quattro treni separati, compresi 136 bambini sotto i dieci anni e 766 anziani. Il 1º dicembre 1941, 1013 ebrei del Württemberg furono deportati nel campo. Altri 964 furono deportati il 6 dicembre 1941 da Amburgo e Lubecca (lasciando solo 90 ebrei residenti in città), e altri da tutto lo Schleswig-Holstein. Ulteriori trasporti arrivarono da Norimberga e da Vienna con, rispettivamente, 1008 e 1001 persone.

## Storia dei prigionieri
Circa 800 dei prigionieri morirono di fame, freddo, e tifo nell'inverno dal 1941 al 1942; la testimonianza riportante la presenza di un gaswagen assegnato al campo è stata considerata come priva di fondamento.
Nel marzo 1942 il campo fu sciolto. Nell'ambito dell'Aktion Dünamünde, con la falsa promessa di condizioni e incarichi di lavoro migliori in un impianto di conserve, furono portati nella foresta di Biķernieki tra 1600 e 1700 detenuti, quindi fucilati il 26 marzo 1942 e sepolti in fosse comuni, come in precedenza successe per gli ebrei del ghetto di Riga. Tra i fucilati ci fu Max Kleemann, l'anziano del campo e veterano della Grande Guerra, che fu trasportato da Würzburg con sua figlia Lore. Viktor Marx, del Württemberg, la cui moglie Marga e la figlia Ruth furono uccise, riferì:
Tra i detenuti assassinati del campo di concentramento ci furono i rabbini più anziani e altri importanti cittadini di Lubecca come Felix F. Carlebach, Resi Carlebach, Joseph Carlebach e la moglie Charlotte con i loro tre figli più piccoli, Ruth, Noemi e Sara. Furono tutti fucilati il 26 marzo 1942 nella foresta di Biķernieki. Il banchiere Simson Carlebach, fratello del rabbino Joseph Carlebach, morì durante il viaggio verso il campo. Il secondo figlio, Salomon (Shlomo Peter) Carlebach, sopravvisse perché fu assegnato ad un commando di lavoro. In seguito divenne rabbino a New York. Salomon Carlebach riferì in un'intervista, del momento in cui vide suo padre per l'ultima volta:
A proposito della sua storia personale, Carlebach disse che "senza un atteggiamento positivo nessuno aveva alcuna possibilità di sopravvivenza".
I 450 detenuti furono trattenuti in un commando di lavoro, furono sfruttati per mascherare i resti del campo come una fattoria. Questo commando di lavoro durò per un anno. I sopravvissuti furono quindi inviati al ghetto di Riga, attivo fino al novembre 1943.
Delle circa 4.000 persone trasportate allo Jungfernhof, solo 148 persone rimasero in vita.